# 上駟院侍衛
上駟院侍衛，又譯阿敦侍衛（转写：adun i hiya），為清朝設置於內務府上駟院的職官，額設21人，由皇帝於侍衛處各級侍衛內簡派兼充。
上駟院侍衛執掌皇帝巡幸時隨侍並試乘御馬、驗看新收御馬、管理御馬照料事務。其中8人專責溜馬。

## 沿革
順治十八年（1661年），順治帝駕崩後輔政大臣主導裁撤御馬監，改置阿敦衙門，簡派大臣、侍衛管理衙門事務，其侍衛稱阿敦侍衛。康熙十六年（1677年）十月，阿敦衙門改稱上駟院，任職的侍衛仍設上駟院侍衛或阿敦侍衛。三十三年（1694年），於上駟院內增設上駟院左司、上駟院右司，設置兼司侍衛各2人，由上駟院侍衛內揀選派充，兼管各司事務。乾隆十四年（1749年），規定上駟院卿2人，缺時1人以侍衛升補，1人以內務府司官升補。嘉慶六年（1801年），於上駟院堂仿照左右司之例，選派上駟院侍衛兼管堂務，與堂上司官（坐辦堂郎中、堂員外郎）一體辦事。